# 藤沢テレビ中継局
藤沢テレビ中継局（ふじさわテレビちゅうけいきょく）は、岩手県一関市藤沢町保呂羽に設置されていたテレビ中継局。

## 中継局概要

### アナログテレビ放送
| チャンネル   | 放送局名               | 空中線 電力       | ERP               | 放送対象地域 | 放送区域 内世帯数 | 運用開始日      |
| ------------ | ---------------------- | ----------------- | ----------------- | ------------ | ----------------- | --------------- |
| 42           | TVI テレビ岩手         | 映像10W/ 音声2.5W | 映像28W/ 音声7W   | 岩手県       | 2057世帯          | 1977年 12月21日 |
| 44           | IBC 岩手放送           | 映像10W/ 音声2.5W | 映像28W/ 音声7W   | 岩手県       | 2078世帯          | 1975年 10月15日 |
| 46           | NHK 盛岡総合           | 映像10W/ 音声2.5W | 映像27W/ 音声6.7W | 岩手県       | 2057世帯          | 1970年 10月1日  |
| 48           | NHK 盛岡教育           | 映像10W/ 音声2.5W | 映像27W/ 音声6.7W | 全国         | 2057世帯          | 1970年 10月1日  |
| （割当なし） | IAT 岩手朝日テレビ     | （開局せず）      | （開局せず）      | （開局せず） | （開局せず）      | （開局せず）    |
| （割当なし） | mit 岩手めんこいテレビ | （開局せず）      | （開局せず）      | （開局せず） | （開局せず）      | （開局せず）    |

- 所在地： 一関市藤沢町保呂羽（保呂羽山）[1]
- 2012年3月31日をもって、すべて廃止された。
- 当初はデジタル化が計画されたが、2009年に有線テレビによるカバーに変更され[3]、藤沢町（現・一関市）によって光ファイバケーブル方式による有線テレビ放送施設が設置され[4][5]、2011年に運用が開始された[6]。